# 山田良明
山田 良明（やまだ よしあき、1946年（昭和21年）12月18日 - ）は、日本のドラマプロデューサー、実業家、俳優。
大阪府出身。フジテレビにて『北の国から』など多数のテレビドラマを手がけ、フジテレビジョン常務取締役、共同テレビジョン代表取締役社長、フジクリエイティブコーポレーション（FCC）取締役、バスク取締役、BSフジ取締役、八峯テレビ取締役、東映アニメーション取締役などの役職を歴任。71歳の時、俳優として作品に出演した。
愛称は、よっちゃん。

## 来歴・人物

### 生い立ち
高校では演劇部に所属し、役者を目指していた。慶應義塾大学商学部卒業。同姓のTBSで活躍した山田修爾と東海テレビで活躍した浅野碩也は大学の同期。

### プロデューサーとして
1969年にフジテレビ入社。何の専門知識ももたないのに、当初なぜか技術局に配属され、わけもわからないままマイクロ回線を扱った。4ヵ月ほど経ったある日、廊下に副社長による檄文が貼り出された。「我と思わん者は、名乗りを上げよ」当時、フジテレビはどん底の時代。それを打破するために編成局企画センターをつくるから、やる気のある者は手を挙げろ、と言うのだ。山田はすぐに一面識もなかった副社長のもとに走り、「私はドラマをつくるためにフジテレビに入ったんです。それが技術をやっていたら会社の損になりますよ」血気盛んな若者らしく言い放った。副社長からは「山田君、サラリーマンというのはそういうものじゃないんだよ」と諭されたが、その後すぐに編成局の企画センターへ異動となった。
だが、組織ができたばかりでうまく機能していなかった。結局、山田はそれからしばらく歌謡ショーや『東京ホームジョッキー』などの生活情報番組などを手掛けることになる。もう20代最後の年。このままではいけない。そう思った山田は再びドラマ班に行きたいと主張し、ようやくドラマ班に異動となった。そして、程なくして連続ドラマ版『北の国から』に参加。この時も、面識のないプロデューサーの中村敏夫に「倉本聰さんが好きなんです」と直訴して実現したものだった。
1988年、山田は「月9」におけるトレンディドラマ路線第一作といわれる『君の瞳をタイホする!』を企画・プロデュースする。同年には、木曜夜10時枠で、「W浅野」と呼ばれライバル視されていた浅野ゆう子、浅野温子を並べた『抱きしめたい!』を制作。トレンディ路線を確立させ、若い女性を中心にドラマブームを巻き起こした。また、この前年には、求められているドラマが変わってきていることから、新しいドラマの書き手が必要と感じ、社長の羽佐間重彰に相談し、フジテレビヤングシナリオ大賞が創設された。同賞の応募資格は「自称35歳以下」のみ。審査員は本職の脚本家ではなく、現役のプロデューサーやディレクターが務めた。第1回の大賞はのちに『東京ラブストーリー』を書く坂元裕二、第2回の大賞は『101回目のプロポーズ』などの野島伸司が輝いた。近年では社会現象になった『逃げるは恥だが役に立つ』を手掛けることになる野木亜紀子が2010年に大賞を受賞しているように、現在に至るまで新しい人材を生み出す公募として機能している。
『北の国から』や『白線流し』を企画・プロデュースするなど正統派ドラマへのこだわりを強く持っている。
2024年11月、脚本家の坂元裕二とともに倉本聰が脚本を書き下ろした映画『海の沈黙』の公開トークイベントに出席し、倉本聰による脚本作品やドラマ『北の国から』の魅力について坂元と語り合った。

### 編成部長
1993年、日本テレビが全日の年間視聴率をフジテレビを上回る勢いだったこの年、山田は、ドラマ制作から編成部に異動してきて、部長となった。90年代初頭、フジテレビはドラマが大変好調であったほか、バラエティでは『志村けんのだいじょうぶだぁ』、『とんねるずのみなさんのおかげです』、『ウッチャンナンチャンのやるならやらねば!』、『ダウンタウンのごっつええ感じ』などのコント番組が全盛だった。だが、1993年に『やるならやらねば!』は、不慮の事故が起こって打ち切りに、『だいじょうぶだぁ』もレギュラー放送が終了した。その時代の流れを受け、タレントの力に頼らない新しいバラエティをつくっていかなけば、日本テレビの勢いに対抗できないと山田は考えるようになった。そこで、山田は外部に人材に頼った。たとえば、ハウフルスの菅原正豊だ。彼に企画を一任し、『ボキャブラ天国』シリーズが始まった。また「JOCX-TV2」枠で『カノッサの屈辱』や『TVブックメーカー』を演出した田中経一らによって『料理の鉄人』が生まれた。

### 共同テレビ社長
2003年、取締役に選任され、長らくフジテレビのテレビドラマ制作者として最上位の役職に就いてきたが、2007年6月に常務から退任。フジテレビの制作子会社・共同テレビに移り、社長となり、2017年6月、役員から退く。

### 俳優として
会社から退き、時間に余裕ができたことから、何をやったら楽しいかを考えた時に「俳優」が思い浮かび、旧知の柄本明の妻で女優の角替和枝が主宰のシニア向け教室に通い始める。
2018年7月、71歳で俳優に転向。つかこうへい原作の舞台『「新・幕末純情伝」 FAKE NEWS』の岩倉具視役で俳優デビューする。

## 略歴
- 1969年、慶應義塾大学商学部卒業後　フジテレビジョン入社。
- 1990年、編成局制作室第一制作部企画担当部長。
- 1993年、編成局編成部長。
- 1994年、編成局編成局次長。
- 1999年、編成制作本部広報局長。
- 2001年、執行役員広報局長。
- 2003年、取締役編成制作局長（編成制作・映画事業・広報・美術制作担当）。
- 2005年、常務取締役（編成制作・映画事業・広報・美術制作・デジタルコンテンツ担当）。
- 2007年、共同テレビジョン代表取締役社長。
- 2015年、同社取締役相談役。
- 2017年、同社取締役相談役を退任。

## 主な作品

### 1970年代
- 平岩弓枝ドラマシリーズ「結婚のとき」「午後の恋人」　(1979)　　演出

### 1980年代
- 北の国から (1981) 演出
- 君は海を見たか (1982) 演出
- 男の家庭科 (1985) プロデュース
- ライスカレー (1986) プロデュース
- な・ま・い・き盛り (1986) プロデュース
- キスより簡単 (1987) プロデュース／演出
- 北の国から'87初恋 (1987) プロデュース
- おヒマなら来てよネ! (1987) プロデュース
- 抱きしめたい! I WANNA HOLD YOUR HAND (1988) プロデュース
- 君の瞳をタイホする! (1988) プロデュース
- 君が嘘をついた (1988) プロデュース
- ハートに火をつけて! (1989) プロデュース
- 同・級・生 (1989) プロデュース
- 愛しあってるかい! (1989) プロデュース
- 世界で一番君が好き! You are my favorite in the world　(1990)　　プロデュース
- サントリードラマスペシャル 失われた時の流れを (1990) プロデュース
- すてきな片想い (1990) 企画

### 1990年代
- 1970 ぼくたちの青春 (1991) プロデュース
- 101回目のプロポーズ (1991) 企画
- 東京ラブストーリー (1991) 企画
- 素顔のままで (1992) 企画
- 愛という名のもとに (1992) 企画
- 逃亡者 (1992) 企画
- 親愛なる者へ (1992) 企画
- 北の国から'92巣立ち (1992) プロデュース
- 北の国から'95秘密 (1995) プロデュース
- 白線流し (1996) 企画
- 白線流し 19の春 (1997) 企画
- 町 (1997) 企画
- 北の国から'98時代 (1998) プロデュース
- 白線流し 二十歳の風 (1999) 企画

### 2000年代以降
- 白線流し 旅立ちの詩（うた） (2001) 企画
- 北の国から 2002 遺言 (2002) プロデュース
- 白線流し ～二十五歳 (2003) 企画
- 海峡を渡るバイオリン (2004) 企画
- 白線流し ～夢見る頃を過ぎても (2005) 企画

## 受賞歴
- 北の国から (1981)

第14回テレビ大賞、第19回ギャラクシー賞、日本プロデューサー協会賞特別賞
- サントリードラマスペシャル 失われた時の流れを (1990)

第27回ギャラクシー大賞、第16回放送文化基金賞奨励賞、第16回放送文化基金賞児童特別賞、日本民間放送連盟賞最優秀賞、アメリカ・アルチマット社主催SFX大賞グランプリ

## 山田が育てたスタッフ
右記は現在の肩書きと近況
- 亀山千広 - BSフジ代表取締役社長、ポニーキャニオン、フジパシフィック音楽出版およびフジアール取締役、FILM LLP代表。

踊る大捜査線等を担当。
- 大多亮 - 常務取締役編成制作・国際担当、ポニーキャニオン・共同テレビ取締役。

月9ドラマ等を担当。
- 永山耕三 - 編成制作局ドラマ制作センター専任局次長。

月9ドラマ等を担当。
- 和田行 - mmbi常務取締役（編成担当）

「HERO」等を担当。
- 本間欧彦 - 北海道文化放送常務取締役

「東京ラブストーリー」と「白線流し」を担当。
- 高井一郎 - 編成局制作センター第一制作室ゼネラルプロデューサー

月9ドラマ等を担当。

## 出演

### テレビドラマ
- 永遠のニシパ 〜北海道と名付けた男 松浦武四郎〜（2019年） - 東久世通禧 役
- ハケンの品格 第2シリーズ（2020年） - 小山田和正 役
- 混声の森（2022年） - 椎名喜一 役

### 舞台
- 『新・幕末純情伝』FAKE NEWS（2018年7月、紀伊國屋ホール） - 岩倉具視 役
- 飛龍伝2020（2020年1月 - 2月、新国立劇場中劇場、同2月、COOL JAPAN PARK OSAKA TTホール）[17]
- スマホを落としただけなのに（2020年3月20日 - 27日、紀伊國屋サザンシアターTAKASHIMAYA） [18][19]